# Generoso Andria
Generoso Andria (ur. 18 sierpnia 1939 w Giffoni Valle Piana) – włoski polityk, ekonomista, samorządowiec, poseł do Parlamentu Europejskiego V kadencji (2000–2004).
Ukończył studia ekonomiczne. Pracował w bankowości jako dyrektor wykonawczy i prezes lokalnego banku. W 2002 założył prywatną firmę finansową. Został członkiem związku włoskich banków. W 1995 wybrano go do rady miejskiej jego rodzinnej miejscowości.
W wyborach w 1999 z ramienia Forza Italia kandydował do Europarlamentu. Mandat poselski objął w 2000. Należał m.in. do grupy chadeckiej, pracował w Komisji Gospodarczej i Walutowej. W PE zasiadał do 2004. W 2009 został asesorem w zarządzie prowincji Salerno ds. produkcji, funkcję tę pełnił do 2012. Politycznie związany z powstałym na bazie FI ugrupowaniem Lud Wolności.
Był prezesem, a następnie został honorowym prezesem festiwalu filmowego Giffoni.